# Conociendo a Julia
Conociendo a Julia es una película canadiense / estadounidense / húngara / británica dirigida por István Szabó y escrita por Ronald Harwood (basada en la novela Theatre (1937) de W. Somerset Maugham), en 2003. La película está protagonizada por Annette Bening y obtuvo una nominación al Óscar a la mejor actriz.

## Reparto
- Annette Bening - Julia Lambert
- Jeremy Irons - Michael Gosselyn
- Shaun Evans - Tom Fennel
- Lucy Punch - Avice Crichton
- Juliet Stevenson - Evie
- Miriam Margolyes - Dolly de Vries
- Tom Sturridge - Roger Gosselyn
- Bruce Greenwood - Lord Charles
- Rosemary Harris - Madre de Julia
- Rita Tushingham - Aunt Carrie
- Michael Gambon - Jimmie Langton

## Argumento
Ambientada en el Londres de 1938, la película se centra en la exitosa y extremadamente popular actriz de teatro Julia Lambert (Annette Bening), cuya gradual desilusión con su carrera a medida que se va acercando a la mediana edad le da pie a pedirle a su marido, el director de escena Michael Gosselyn (Jeremy Irons), a cerrar su actual producción y permitirle viajar. Él la convence a seguir con la obra durante el verano, y le presenta a Tom Fennel (Shaun Evans), un emprendedor estadounidense gran admirador de su trabajo. Julia comienza un apasionado romance con Tom, quien está muy contento de poder participar en el estilo de vida glamuroso de su amante.